# Thomas T. Whittlesey
Thomas Tucker Whittlesey (* 8. Dezember 1798 in Danbury, Connecticut; † 20. August 1868 in Pheasant Branch, Wisconsin) war ein US-amerikanischer Politiker. Zwischen 1836 und 1839 vertrat er den dritten Wahlbezirk des Bundesstaates Connecticut im US-Repräsentantenhaus.

## Werdegang
Thomas Whittlesey besuchte die öffentlichen Schulen seiner Heimat und danach bis 1817 das Yale College. Nach einem Jurastudium an der Litchfield Law School und seiner im Jahr 1818 erfolgten Zulassung als Rechtsanwalt begann er in seinem Heimatort Danbury in seinem neuen Beruf zu arbeiten. Außerdem wurde er im Fairfield County Richter am dortigen Nachlassgericht.
Politisch war Whittlesey Mitglied der von Präsident Andrew Jackson gegründeten Demokratischen Partei. Nach dem Tod des Kongressabgeordneten Zalmon Wildman wurde er als dessen Nachfolger in das US-Repräsentantenhaus gewählt. Damit konnte er zwischen dem 29. April 1836 und dem 3. März 1837 die angebrochene Legislaturperiode seines Vorgängers beenden. Bei den Kongresswahlen des Jahres 1836 wurde Whittlesey im dritten Distrikt von Connecticut wiedergewählt. Somit konnte er bis zum 3. März 1839 eine volle Amtszeit im Kongress absolvieren. Bei den Wahlen des Jahres 1838 unterlag er Thomas Wheeler Williams von der Whig Party.
Im Jahr 1846 zog Thomas Whittlesey nach Pheasant Branch in Wisconsin. Dort arbeitete er als Anwalt und Farmer. In seiner neuen Heimat wurde er Vorsitzender des Gemeinderats und war an verschiedenen geschäftlichen Unternehmungen, einschließlich der Gründung einer Eisenbahngesellschaft, beteiligt. Zwischen 1853 und 1854 war er Mitglied des Senats von Wisconsin. Thomas Whittlesey starb am 20. August 1868 in seiner neuen Heimat. Er war ein Cousin von Elisha Whittlesey (1783–1863) und Frederick Whittlesey (1799–1851), die für die Staaten Ohio bzw. New York als Abgeordnete im Kongress saßen.